# Miris žene
Miris Žene (eng. Scent of a Woman) je film  Martina Bresta iz 1992. s Alom Pacinom i  Chrisom O'Donnellom u glavnim ulogama. Govori o studentu koji postaje pomoćnik razdražljvom i slijepom umirovljenom vojnom časniku. To je obrada filma Dina Risija iz 1974., Profumo di Donna, u kojem je Vittorio Gassman odigrao jednu od svojih najpoznatijih uloga.
Al Pacino je osvojio Oscara za najboljeg glavnog glumca, a film je nominiran za najbolji film, režiju i adaptirani scenarij.

## Glavne uloge
- Al Pacino - pukovnik Frank Slade
- Chris O'Donnell - Charlie Simms
- James Rebhorn - G. Trask
- Philip Seymour Hoffman - George Willis mlađi
- Gabrielle Anwar - Donna
- Richard Venture - W.R. Slade
- Bradley Whitford - Randy

## Radnja
Priča se vrti oko Charlieja Simmsa (Chris O'Donnell), studenta privatne pripremne škole, koju uglavnom pohađaju djeca bogataša. Dolazi iz siromašne obitelji. Kako bi zaradio novac za let kući u Gresham, Oregon za Božić, Charlie na Dan zahvalnosti uzima posao skrbnika nad umirovljenim vojnim časnikom, pukovnikom Frankom Sladeom (Al Pacino), čangrizavim srednjovječnim čovjekom koji je sada slijep te je nemoguće družiti se s njim. Slade odlučuje posjetiti New York te zatraži pomoć od Charlieja da ga povede na put. Dok Charlie vodi pukovnika Sladea kroz New York, suočava se s velikim problemom u školi. Njegovi razmaženi bogati kolege studenti su napravili zlobnu šalu s ravnateljem, zalivši njega i njegov luksuzan automobil s farbom, a jedino Charlie i George Willis mlađi (Phillip Seymour Hoffman) znaju identitete prijestupnika. Nakon što je zaprijetio obojici studenata izbacivanjem, ravnatelj Trask (James Rebhorn) zamoli Willisa da izađe iz ureda. U tom trenutku, pokuša potkupiti Charlieja obećanjem da će mu srediti prijem na Harvard, ako oda imena onih koji su se grubo našalili s njim. Charlie mu ništa ne odgovori, a Trask ga upozori da mora biti iskren ili će snositi posljedice.
Slade vodi Charlieja po New Yorku. Odsjedaju u hotelu Waldorf-Astoria. Nakon ručka u otmjenom restoranu u kojem hamburgeri koštaju 24 dolara, Slade posjećuje svoje rođake, gdje pukovnik Slade otkriva prave razloge svoga puta u New York: kako bi jeo u skupom restoranu, odsjeo u luksuznom hotelu, plesao i spavao s lijepom ženom, a tada počinio samoubojstvo svojim pištoljem. Nakon toga posjećuju pukovnikovu obitelj, a Charlie saznaje kako je Slade izgubio vid. Kasnije, pukovnik otpleše tango s djevojkom čiji ga je parfem opčinio, vozi Ferrari, s nervoznim i zabrinutim Charliejem koji ga prati. Charlie je u srcu dobra osoba, odbija odati kolege ravnatelju, sažalijeva pukovnika Sladea te se drži uz njega kroz njegove neprilike. Nakon što Slade prevari Charlieja da ode iz sobe kako bi nabavio cigaru, njegov podmukli plan propada nakon što se Charlie sjetio da Slade kod sebe ima vojni pištolj Colt .45. Vraća se u sobu i pronalazi Sladea koji je spreman počiniti samoubojstvo. Nakon nekoliko minuta razgovora, galame i akcije, Charlie uvjerava Sladea da se ne ubije. Tada Slade shvaća da je Charlie vrlo hrabra i snažna osoba u srcu, te da neće pustiti ni bezvrijednog, ogorčenog čovjeka, kao što je on, da si oduzme život.
Charlie se vraća u školu, znajući da ga je George Willis mlađi izdao kako bi se spasio. Ravnatelj saziva saslušanje slično suđenju, gdje ispituje Georgea Willisa, koji se uspijeva izvući uz pomoć svog utjecajnog oca, bivšeg učenika škole. Charlie je pred izbacivanjem, ali tada u prostoriju ulazi pukovnik Slade i održi govor kako "veliki brod" obrazovanja i poslušnosti nije ništa drugo do štakorska barka koja uči štakore kako da izdaju prijatelje. Nakon što Slade kaže "Da sam čovjek kakav sam bio prije pet godina, uzeo bih bacač plamena i spalio to mjesto", okreće studente i porotu na svoju stranu. Willisova izjava kako je vidio troje ljudi koji su napravili psinu, te da su to mogli biti "Havemeyer, Potter i Jameson" bila je dovoljna poroti da zaključi tko su bili prijestupnici. Tri mladića su kažnjena, ali Willis nije dobio nikakvo priznanje.
Priča završava s Charliejem koji je oslobođen svih optužbi, i Sladeom koji se vraćaju kući. Međutim, kako više nije ogorčen, ponaša se vrlo ljubazno prema rođacima i čini se da ima novi "pogled" na život - kao i Charlie.

## Zanimljivosti
- Kako bi izvukao Charlieja iz hotelske sobe, Slade ga zamoli da mu ode kupiti aspirine i cigaru Montecristo, kubanski proizvod zabranjen u SAD-u zbog kubanskog embarga.
- Pacino se pripremao za slavnu scenu tanga odlazeći na poduku u plesni studio na Manhattanu.
- Slade primjećuje djevojku s kojom će plesati tango po mirisu. Nakon što su joj se Slade i Charlie obratili, ona odgovara da se zove Donna - što na  talijanskom znači "žena".
- Philip Seymour Hoffman smatrao je svoju ulogu u filmu kao prekretnicom u svojoj karijeri.

## Vanjske poveznice
- Miris žene u internetskoj bazi filmova IMDb-a
- Miris žene na Rotten Tomatoes
- "Out of Order" Monologue by Lt. Col. Frank Slade
- Pacino's forays into method acting at AMC's DVD_TV blog  Arhivirana inačica izvorne stranice od 8. kolovoza 2007. (Wayback Machine)
- The history of "hoo-ah" at AMC's DVD_TV blog  Arhivirana inačica izvorne stranice od 31. kolovoza 2007. (Wayback Machine)
- Writer Bo Goldman's inspirations at AMC's DVD_TV blog
- More Scent of a Woman trivia at AMC's DVD_TV blog  Arhivirana inačica izvorne stranice od 8. kolovoza 2007. (Wayback Machine)